# 昭道館
昭道館（しょうどうかん）は富木謙治が設立した日本合気道協会の中央道場として昭和51年（1976年）に内山雅晴が大阪市に設立した武道場。初代館長は富木謙治。
柔道家でもあった富木謙治は合気道にも乱取り稽古を導入したが、乱取り稽古ありの合気道の研究のために昭和42年（1967年）に開いた道場・昭道館が前身である。
現在は、昭道館合気道連盟の本部道場として、指導師範である成山哲郎を中心に稽古が行われている。
所在地は大阪市阿倍野区阪南町1丁目28番7号。